# Saint-Hippolyte, Québec
Saint-Hippolyte är en kommun i provinsen Québec i Kanada. Den ligger i regionen Laurentides, i den sydöstra delen av landet, 140 km öster om huvudstaden Ottawa. Antalet invånare var 10 669 vid folkräkningen 2021. Av dessa bodde 1 272 i tätorten (centre de population) Lac-Connelly, som är ett fritidshusområde i kommunens sydöstra del.